# Aztec Warfare II
Aztec Warfare II fue el noveno episodio de la segunda temporada de Lucha Underground. Como su nombre indica, la lucha principal (y única) del episodio fue la segunda lucha "Aztec Warfare" una lucha parecida al Royal Rumble de la WWE, durante la cual cada 90 segundos ingresaría un nuevo luchador a la contienda, las eliminaciones dándose por rendición o por cuenta de 3. La lucha fue por el Campeonato de Lucha Underground, Al momento de empezar la lucha  Fénix era el campeón defensor. Originalmente, eran 20 los luchadores que iban a competir; sin embargo durante el evento Dario Cueto hizo su regreso al Templo, acompañado por su Hermano (Kayfabe) Matanza Cuento, quien ingresa a la lucha como el participante 21. Matanza eliminó finalmente a Rey Misterio, ganando la lucha y el Campeonato de Lucha Underground.

## Argumento
Comienza el show con Fénix y Pentágon Jr. hablando en backstage, Pentagon le dice a Fenix que el cinturón será suyo, llega Catrina y le dice a Pentagon Jr. que ha perdido la oportunidad por haberle puesto las manos encima. Pentágon Jr. le dice que no le tiene miedo porque él es el Cero Miedo. Catrina le replica que eso es porque no ha conocido el verdadero miedo.
El primer luchador es Fenix que pone su título en juego, el número 2 es Rey Mysterio. El tercer luchador es King Cuerno. El cuarto es Argenis que es eliminado por Rey Mysterio, los siguientes son Johnny Mundo y Joey Ryan que se esposa a los balcones de los espectadores. Entra Prince Puma y en el octavo Jack Evans. Rey elimina a King Cuerno. Taya entra y Cage. Entre Cage y Mundo una fiera batalla. Mascarita, Marty the Moth, Drago y Mack entran. Mascarita y Rey eliminan a Marty The Moth, mientras Johnny Mundo noquea con un block a Cage y Taya lo elimina. Entra Chavo, PJ Black y Aerostar. Taya es eliminada mientras eliminan a Drago y Jack Evans.
Dragon Azteca Jr. hace su debut, luego sale Texano y Mil Muertes. Muertes es atacado por Pentagon Jr. y lo mete en el ring para que Prince Puma y Rey Mysterio lo eliminen. Por sorpresa sale Dario Cueto, dice que ha regresado y que hay un luchador más en la Aztec Warfare, su hermano, Matanza Cueto.
Matanza Cueto sale al ring y destruye uno por uno a todos los luchadores hasta que queda con Rey Mysterio. Mysterio le aplica el 619 y luego salta desde la tercera pero Mataza lo agarra en pleno vuelo y lo noquea para ganar y proclamarse nuevo campeón de Lucha Underground.

## Resultados

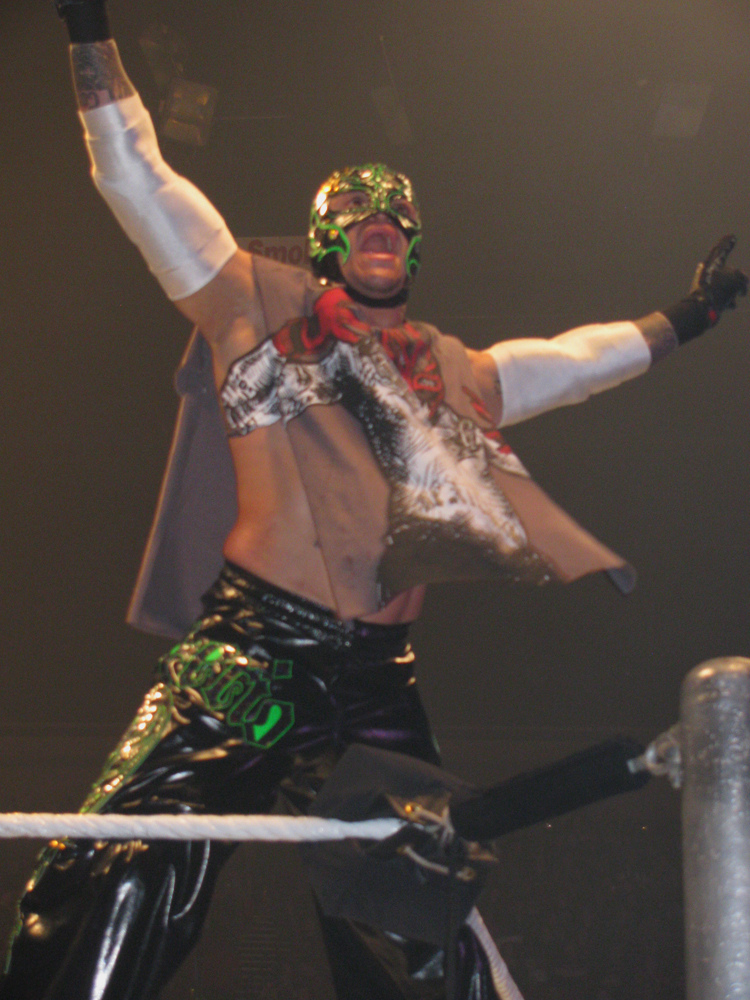
Rey Mysterio hace su debut en Aztec Warfare.

- Matanza ganó el Aztec Warfare Match 2016 y el Campeonato de Lucha Underground.
  - Matanza eliminó finalmente a Rey Mysterio, ganando la lucha.
  - Este fue el debut de Rey Mysterio, Dragón Azteca Jr. y Matanza en la Lucha Underground.

## Aztec Warfare: entradas y eliminaciones
Cada participante ingresó en intervalos de 90 segundos.
| Nun. | Entrada            | Orden | Eliminado por      | Movimiento final                                                              |
| ---- | ------------------ | ----- | ------------------ | ----------------------------------------------------------------------------- |
| 1    | Fénix (c)          | 12    | Matanza            | Cubrió después de un Wrath of the Gods                                        |
| 2    | Rey Mysterio Jr.   | 20    | Matanza            | Cubrió después de un Wrath of the Gods                                        |
| 3    | King Cuerno        | 2     | Mysterio           | Rendición por Cross armbreaker                                                |
| 4    | Argenis            | 1     | Mysterio           | Cubrió después de un 619 seguido de un Frog splash                            |
| 5    | Johnny Mundo       | 3     | Puma               | Cubrió después de un Standing shooting star press                             |
| 6    | Joey Ryan          | 16    | Matanza            | Cubrió después de un Triple rolling gutwrench                                 |
| 7    | Prince Puma        | 19    | Matanza            | Cubrió después de Bridging German suplex                                      |
| 8    | Jack Evans         | 9     | Aerostar           | Cubrió después de Diving front flip piledriver                                |
| 9    | Taya               | 7     | Fénix              | Cubrió después de un Bridging German suplex                                   |
| 10   | Cage               | 6     | Taya               | Cubrió después de ser golpeado en la cabeza con un bloque de ceniza por Mundo |
| 11   | Mascarita Sagrada  | 5     | Guerrero           | Rendición por La De A Caballo                                                 |
| 12   | Marty Martinez     | 4     | Mysterio y Sagrada | Cubrió después de Diving splash drop by Mysterio                              |
| 13   | Drago              | 8     | Black              | Cubrió después de Brainbuster                                                 |
| 14   | The Mack           | 13    | Matanza            | Cubrió después de Bridging German suplex                                      |
| 15   | Chavo Guerrero Jr. | 18    | Matanza            | Cubrió después de Standing shooting star press                                |
| 16   | PJ Black           | 10    | Texano             | Cubrió después de Sitout powerbomb                                            |
| 17   | Aerostar           | 14    | Matanza            | Cubrió después de Bridging German suplex                                      |
| 18   | Dragon Azteca Jr.  | 17    | Matanza            | Cubrió después de Chokeslam                                                   |
| 19   | Texano             | 15    | Matanza            | Cubrió después de Sitout powerbomb                                            |
| 20   | Mil Muertes        | 11    | Puma y Mysterio    | Cubrieron después de Diving splash drop por Mysterio                          |
| 21   | Matanza            | –     | Ganador            | N/A                                                                           |

## Otros roles
Comentaristas
- Matt Striker
- Vampiro

Anunciadores
- Melissa Santos